# Miya Tachibana
Miya Tachibana, född den 12 december 1974 i Ōtsu, Japan, är en japansk före detta konstsimmare som vunnit flera medaljer både i OS och VM-sammanhang.

## OS-meriter
Miya Tachibana tog OS-brons i lagtävlingen i konstsim vid OS i Atlanta 1996. Hon tog OS-silver i duett i konstsim och även OS-silver i lagtävlingen i konstsim i samband med de olympiska konstsimstävlingarna 2000 i Sydney. Hon tog återigen OS-silver i duett i konstsim och även OS-silver i lagtävlingen i konstsim i samband med de olympiska konstsimstävlingarna 2004 i Aten.